# Violeta Chamorro
Violeta Chamorro (castellà: Violeta Barrios de Chamorro)  (Rivas, 18 d'octubre de 1929 - San José, 14 de juny de 2025) fou una política i periodista nicaragüenca, presidenta de Nicaragua des del 25 de febrer de 1990 fins al 10 de gener de 1997. Va ser la primera dona a Amèrica a ser democràticament electa per ocupar la posició de cap d'Estat i cap de Govern, conglomerats en el càrrec de presidenta de la República.
Violeta Chamorro va ser esposa de Pedro Joaquín Chamorro Cardenal, periodista, amo i director del periòdic nicaragüenc La Prensa, opositor al règim d'Anastasio Somoza Debayle i capdavanter de la Unió Democràtica d'Alliberament (UDEL), que va ser assassinat.
Violeta va formar part de la Junta de Govern de Reconstrucció Nacional després del triomf de la Revolució Sandinista com a membre independent durant el primer any de govern revolucionari. En 1990 va encapçalar la coalició UN, Unió Nacional Opositora, en la qual es van enquadrar, sota la tutela dels Estats Units, la majoria de partits opositors al FSLN. Després del triomf de la UN en les eleccions de febrer de 1990 Violeta Chamorro va ser presidenta de Nicaragua fins a les eleccions de 1997.